# Mónica Guillén

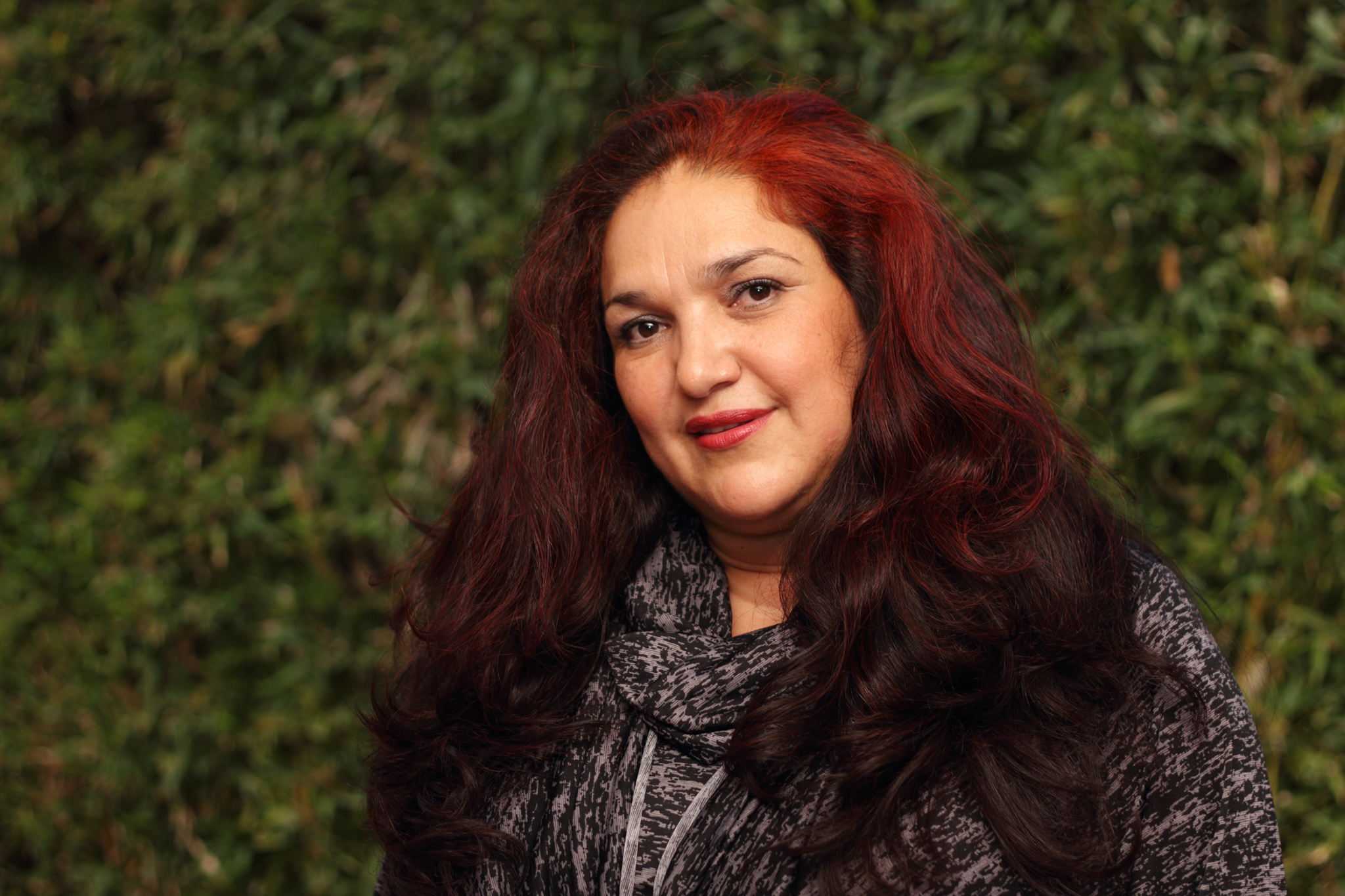
Mónica Guillén

Mónica Guillén, nacida en Ciudad de México, es una de las sopranos mexicanas más importantes de principios del siglo XXI. Su carrera la ha realizado principalmente en Europa y la crítica especializada ha alabado su versatilidad que le permite cantar el repertorio desde Joseph Haydn hasta Richard Wagner.

## Trayectoria
Mónica Guillén inició sus estudios en el Conservatorio Nacional de Música de la Ciudad de México a la edad de nueve años estudiando piano y luego canto con Irma González, Enrique Jaso y Erika Kubascek. Luego estudió en la Hochschule für Musik und Darstellende Kunst en Viena

## Galardones
De 1997 a 2003 fue finalista en varios concursos internacionales como el María Callas de Atenas, el Concurso Belvedere Hans Gabor de Viena, el Concurso Internacional de Viena, el Concurso Robert Stolz de Hamburgo, el Concurso Lucia Popp de Bratislava. y el Concurso Internacional Iberoamericano de Canto en la Ciudad de México, el Concurso Ricardo Zandonai.
Recibió un premio honorífico en el Concurso Hariclea Darclée en Rumanía (1999), el Premio al estímulo del Primer Concurso de Canto Teinacher de Belcano (2000) del Festival Rossini in Wildbad en Alemania, y en Wörgl, en el Tirol, recibió el Premio de la Academia Vocalis Tirolensis (2003).

## Repertorio
- Carmen, de Georges Bizet;
- Cosi fan tutte, La flauta mágica, Las bodas de Fígaro y Don Giovanni, de Wolfgang Amadeus Mozart;
- La gran duquesa de Gerolstein, de Jacques Offenbach;
- I Pagliacci, de Ruggero Leoncavallo;
- La Bohème y Turandot, de Giacomo Puccini;
- Il turco in Italia, de Gioachino Rossini;
- Falstaff, de Giuseppe Verdi;
- Tannhäuser (papel de Elizabeth), de Richard Wagner, cantada en 2004;
- Der fliegende Holländer (papel de Senta), de Wagner, cantada en julio de 2008 en Finlandia.